# Ring (wrestling)

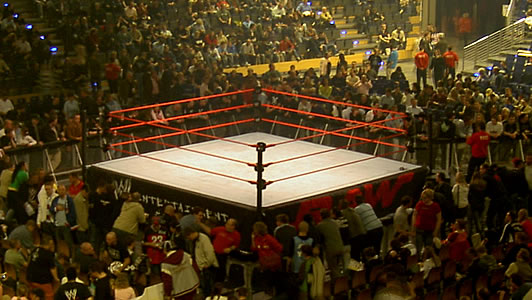
Tradycyjny ring podczas show

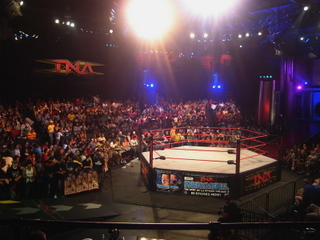
Ring o strukturze heksagonalnej (TNA)

Ring do wrestlingu jest miejscem gdzie odbywają się walki zawodowych zapaśników. Ring służy również za scenę na której wygłaszane są proma oraz segmenty stanowiące element rozrywki.
Ring wrestlingowy posiada podobną budowę do ringu bokserskiego, w odróżnieniu od którego posiada na ogół trzy liny (chociaż liczba lin zależna jest od federacji). Dodatkowo liny są mniej naprężone niż w standardowym ringu bokserkim - służy to głównie rozgrywanemu show, np. podczas wykonywania akcji typu Irish whip. 
Ring do wrestlingu osadzony jest w większości przypadków na czterech stalowych słupach, umiejscowionych w każdym z narożników i dodatkowo podtrzymywanych na śrubach rzymskich. Matę ringu stanowią drewniane deski wyścielone warstwą pianki poliuretanowej oraz wyścielonego płótna. 
Ringi wrestlingowe mają różne wymiary, ale na ogół zawierają się one w kwadratach o polu 16 do 36 m² - są zatem mniejsze od ringów bokserskich. Federacja World Wrestling Entertainment używa standardowego ringu o polu 36 m², z kolei Total Nonstop Action Wrestling stosuje ring o polu 30,25 m². Wysokość ringu waha się w przedziale 90-120 cm. Różne federacje używają różnych rodzajów ringu - większość z nich to kwadraty, ale spotykane są również ringi sześciokątne, jak niegdyś w federacji TNA.
W terminologii zawodowych zapasów przyjęło się określenie "kwadratowy pierścień" (ang. squared circle), którego na ogół używają komentatorzy bądź promotorzy wrestlingu.